# جيف كار (لاعب دوري الرغبي)
جيف كار (بالإنجليزية: Geoff Carr)‏ هو لاعب دوري الرغبي أسترالي، ولد في 1952.